# Закон Конвея
Закон Конвея коротко формулируется так: «организации проектируют системы, которые копируют структуру коммуникаций в этой организации». Был назван в честь программиста Мелвина Конвея, сформулировавшего идею в 1967 году. Данное определение появилось после публикации статьи Мелвина Конвея в журнале Harvard Business Review в 1968 году. Оригинальное высказывание звучит так:
Любая организация, которая разрабатывает систему (в широком смысле), вынуждена создавать проекты, структуры которых являются копией структуры связей организации.
Оригинальный текст (англ.)Organizations which design systems (in the broad sense used here) are constrained to produce designs which are copies of the communication structures of these organizations.

## Суть Закона Конвея
Суть закона заключается в том, что при декомпозиции инженерами крупных задач на более мелкие для передачи части работ коллегам, возникает сложность координации между функциональными подразделениями. Во многих организациях команды разделены в соответствии с теми функциями, которые они выполняют, и существуют в отрыве от других команд. Поэтому структура программного интерфейса системы будет отражать социальные границы организации (организаций), которые её создали, что затрудняет общение. В рамках своих функций команды могут отлично справляться с выполнением своих задач. Однако для того, чтобы создать что-то новое (функцию, продукт и т. д.), командам необходимо кросс-функциональное взаимодействие и совместная работа.

## Подтверждающее доказательство
Доказательство в поддержку закона Конвея было опубликовано группой исследователей из МТИ и Гарвардской бизнес-школы, которые, используя «гипотезу о зеркалировании» в качестве эквивалентного термина для закона Конвея, нашли «убедительное доказательство для поддержки зеркальной гипотезы» и что «существенные различия в модульности продукта» были «в согласии с представлением о том, что более распределенные команды имеют тенденцию разрабатывать более модульные продукты, в противоположность организациям с более тесными связями».